# Adriana Behar
Adriana Brandão Behar (Rio de Janeiro, 14 febbraio 1969) è un'ex giocatrice di beach volley brasiliana, campionessa, in coppia con Shelda Bede, di due edizioni consecutive dei campionati mondiali, a Marsiglia nel 1999 e a Klagenfurt nel 2001.

## Biografia
Di origine ebraico-libanese, , si è orientata verso il beach volley nel 1993, dopo aver giocato nella nazionale femminile brasiliana di pallavolo indoor. In coppia con Shelda Bede, ha vinto più di 30 tornei internazionali di beach volley, oltre a due medaglie olimpiche Insieme, hanno più di 1.000 partite e 114 titoli.
In coppia con Shelda Bede ha vinto due medaglie d'argento ai Giochi olimpici estivi di Sydney nel 2000 e Atene nel 2004, una medaglia d'oro ai Giochi panamericani, quattro medaglie ai Campionati mondiali: oro nel 1999 a Marsiglia e nel  2001 a Klagenfurt, argento nel 2003 a Rio de Janeiro e bronzo 1997 a Los Angeles.
E' l'unica atleta brasiliana nella International Jewish Sports Hall of Fame, accanto a leggende sportive mondiali come il nuotatore americano Mark Spitz e l'ex pilota di  Formula 1 Jody Scheckter.